# Równe
Równe (ukr. Рівне / Riwne, jid. ‏ראָװנע‎, Rowne) – miasto w zachodniej części Ukrainy, stolica obwodu rówieńskiego i rejonu rówieńskiego. Liczba mieszkańców w 2025 roku wynosiła 261 002.
Miasto położone nad rzeką Uście. Przez miasto przechodzi główna droga Kijów-Żytomierz-Równe-Dubno-Lwów-Czop; Równe-Łuck-Uściług. Leży na głównej drodze między Warszawą a Kijowem, około 200 km od polskiej granicy.
W mieście znajdują się dwie wyższe uczelnie, dwa teatry, muzeum historyczno-krajoznawcze, drewniana cerkiew Zaśnięcia Matki Bożej z XVIII w., pomnik ofiar faszyzmu z 1968 r. Wzmiankowane po raz pierwszy w 1283 r. Magdeburskie prawo miejskie miasto otrzymało w 1492 r. Prywatne miasto szlacheckie położone było w XVI wieku w województwie wołyńskim. Około 80 km na północ od miasta (140 km od granicy z Polską) znajduje się Rówieńska Elektrownia Jądrowa.

## Historia
XIII w. – pierwsze osiedlenia w okolicach miasta, niedaleko współczesnej wsi Barmaki. Pierwsza wzmianka historyczna o Równem pochodzi z 1283 roku, kiedy miasto znajdowało się w zależności od Złotej Ordy. W połowie XIV wieku zostało włączone do Wielkiego Księstwa Litewskiego, a następnie w 1569 do Korony Królestwa Polskiego, kiedy to stało się siedzibą sądu ziemskiego. Administracyjnie przynależało do powiatu łuckiego województwa wołyńskiego prowincji małopolskiej Korony.
1479 – po śmierci księcia Neswickiego Równe stało się własnością jego żony Marii, która zaczęła nazywać siebie księżną Rówieńską. W roku 1496 Tatarzy oblegli miasto. W 1500 roku król Polski nadał miastu przywilej odbywania jarmarku. W 1548 roku w Równem zbudowano pierwszy kościół katolicki. W 1570 roku Tatarzy spalili miasto.

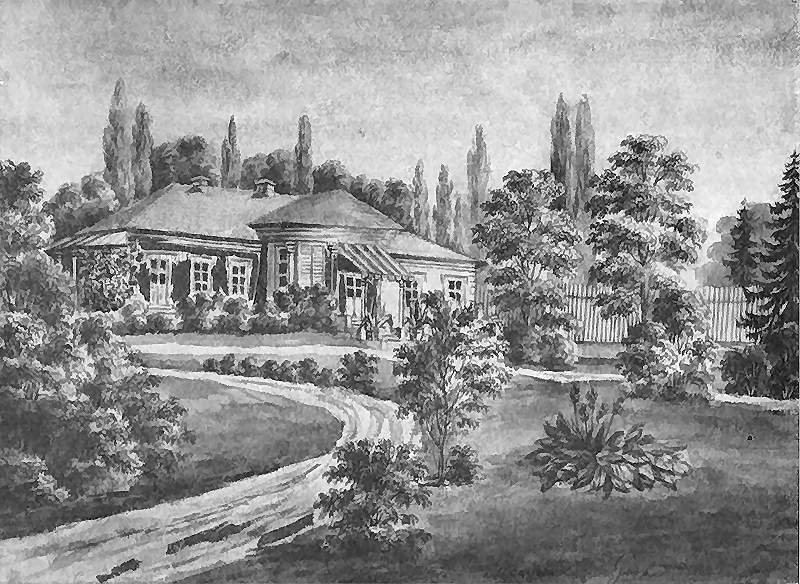
Dwór Lubomirskich „Na Górce” w XIX w. (rys. Napoleona Ordy)

Do początku XVII wieku Równe należało do dóbr książąt Ostrogskich. W 1723 roku Równe przeszło od Walewskich na książąt Lubomirskich. Rodzinie tej miasto zawdzięcza rozwój, gdyż stało się centrum ich dóbr na Wołyniu. Jerzy Aleksander Lubomirski rozpoczął budowę pałacu barokowego na wyspie. Po ugodzie kolbuszowskiej z 1753 roku Stanisław Lubomirski stał się jednym z najzamożniejszych magnatów, w związku z czym postanowił odzwierciedlić to w rezydencji w Równem, którą zaczął wznosić jego ojciec. Lubomirscy przez 200 lat rezydowali w tutejszym zamku, który przebudował dla nich Jan de Witte w stylu rokokowym. W 1792 roku w siedzibie Lubomirskich gościł Tadeusz Kościuszko. Po rozbiorze Polski Równe znalazło się w 1793 w zaborze rosyjskim jako stolica ujezdu rówieńskiego w guberni wołyńskiej. W 1794 roku Równe było zagrożone niewypłacalnością, dlatego Józef Lubomirski przekazał majątek żonie Ludwice Sosnowskiej. W 1817 roku Fryderyk Wilhelm Lubomirski wyprowadził się z pałacu do mniejszego pałacyku „Na Górce”, a stary pałac zaczął niszczeć.
W 1835 roku Fryderyk Wilhelm Lubomirski zorganizował przeniesienie do Równego Gimnazjum Łuckiego z Klewania, na potrzeby którego powstał specjalny budynek na przekazanym przez niego gruncie. W 1873 roku przeprowadzono przez miasto linię kolejową. W II poł. XIX wieku wokół miasta rozpoczęto prace fortyfikacyjne i zamieniono je w twierdzę.
15 maja 1891 pożar strawił dwie trzecie miasta.
W 1915 r. do szpitala wojskowego w Równem przybył car Mikołaj II, aby odwiedzić swoją siostrę, wielką księżnę Olgę Romanową, która pracowała tu jako sanitariuszka. W czerwcu 1916 roku, podczas I wojny światowej, z rejonu miasta wyruszyła rosyjska ofensywa Brusiłowa.

### II Rzeczpospolita

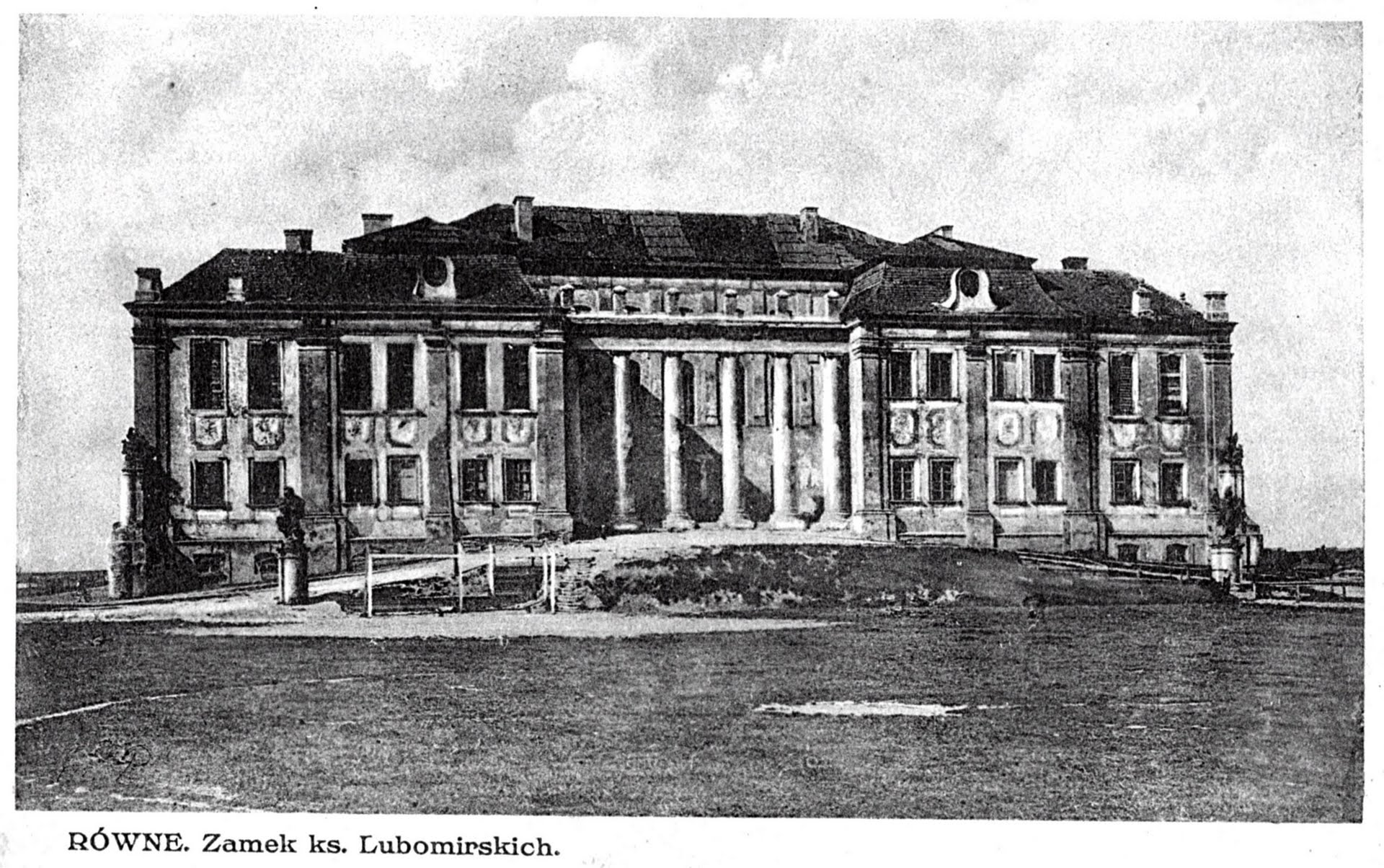
Pałac Lubomirskich przed 1945

W latach 1919–1939 miasto ponownie należało do Polski. Miasto było wówczas siedzibą wiejskiej gminy Równe. W dniach 3–9 lipca 1920 roku o miasto z 1 Armią Konną Budionnego walczyły polskie oddziały generała Kazimierza Raszewskiego. W tym czasie powstały w Równem nowa poczta, elektrownia, osiedle mieszkaniowe oraz rozbudowano kompleks koszarowy. Miasto posiadało 6 hoteli, 3 kina, 6 restauracji i 6 kawiarni. Od 1930 odbywały się tu Targi Wołyńskie, których komitetem organizacyjnym kierował starosta Stanisław Bogusławski, b. dowódca Legionu Polskiego w Finlandii. W latach 30. XX wieku w Równem powstała grupa poetycka „Wołyń” – w jej skład wchodzili Czesław Janczarski, Zuzanna Ginczanka, Józef Łobodowski, Jan Śpiewak, Wacław Iwaniuk, Władysław Milczarek.
W 1930 roku rada miasta Równego nadała honorowe obywatelstwo Józefowi Piłsudskiemu. 
W 1939 roku miasto liczyło 41,5 tys. mieszkańców (w tym 21 tys. Żydów i 15 tys. Polaków) i było największym miastem województwa wołyńskiego ze stolicą w Łucku. Było też dużym kresowym garnizonem wojskowym. Stacjonowały tu m.in. dowództwa 13 Kresowej Dywizji Piechoty, Wołyńskiej Brygady Kawalerii i Pułku KOP „Zdołbunów” oraz 44 pułk Strzelców Legii Amerykańskiej, 45 pułk piechoty Strzelców Kresowych, 21 pułk Ułanów Nadwiślańskich i 13 pułk artylerii lekkiej.

### II wojna światowa
Od września 1939 roku miasto było pod okupacją sowiecką. Niedługo po zajęciu Równego przez Rosjan został zamordowany komendant Policji Państwowej. Od 28 czerwca 1941 do początku 1944 pod okupacją niemiecką. W tym czasie w Równem znajdowało się centrum administracyjne Reichskomissariat Ukraine, którym kierował Erich Koch. Po zajęciu Równego przez Niemców zorganizowana została ukraińska policja i ukraiński odpowiednik gestapo, które w lipcu 1941 roku aresztowało m.in. 40 polskich nauczycieli, którzy następnie zostali rozstrzelani przy ul. Białej.
W październiku 1941 Niemcy utworzyli w mieście duże getto dla ludności żydowskiej. 6-7 listopada 1941 około 15 tys. mieszkańców miasta i okolicy pochodzenia żydowskiego zostało zebranych w podmiejskim lasku Sosenki oraz w jarach w kierunku wsi Barnaki, a następnie rozstrzelanych przez Einsatzgruppe C oraz kolaborującą z Niemcami policję ukraińską. W dniu 13 lipca 1942 kolejne 5 tys. Żydów przewieziono do kamieniołomu pod Kostopolem i tam zamordowano.
W czasie II wojny światowej miały miejsce także liczne zbrodnie na nieżydowskiej ludności. Zdaniem Grzegorza Rąkowskiego 18 listopada 1943 policja ukraińska i gestapo zamordowały w Równem 1864 osoby, w tym ok. 100 członków Armii Krajowej. Według Władysława Siemaszki i Ewy Siemaszko tego dnia zamordowano 160 więźniów, z tego co najmniej 100 Polaków. Egzekucje więźniów odbyły się także 11 listopada i po 20 listopada 1943, w sumie zabito 320 osób różnej narodowości.
Podczas rzezi wołyńskiej miasto stało się ośrodkiem, do którego kierowali się polscy uchodźcy z wiosek eksterminowanych przez UPA. Liczebność Polaków wzrosła do 30 tysięcy, często koczujących pod gołym niebem. Ponad 20 tysięcy z nich Niemcy wywieźli na roboty przymusowe do III Rzeszy. Po 29 czerwca 1943 roku ukraińskie Kriminalpolizei kierowane przez Gruszećkyja i Nesterczuka przechwyciło broń polskiej konspiracji antyniemieckiej i dokonało licznych aresztowań.
W sierpniu 1943 roku Niemcy umieścili na głównej ulicy Równego kilkadziesiąt zmasakrowanych ciał kobiet, dzieci i mężczyzn z Aleksandrii, ofiar napadu UPA na kolumnę wozów z polską ludnością uciekającą przed rzeziami. W dniu 18 listopada 1943 roku niemieckie gestapo i ukraińskie Kripo rozstrzelało na przedmieściu Cegielnia i na ulicy Białej 160 polskich więźniów, a tym około 100 członków Armii Krajowej. Na terenie powiatu działała polska konspiracja zorganizowana w Obwód Równe AK, której członkowie weszli w 1944 w skład 27 Wołyńskiej Dywizji Piechoty. W następstwie ofensywy Armii Czerwonej oraz oddziałów partyzanckich miasto zostało zdobyte 2 lutego 1944.

### Współczesność

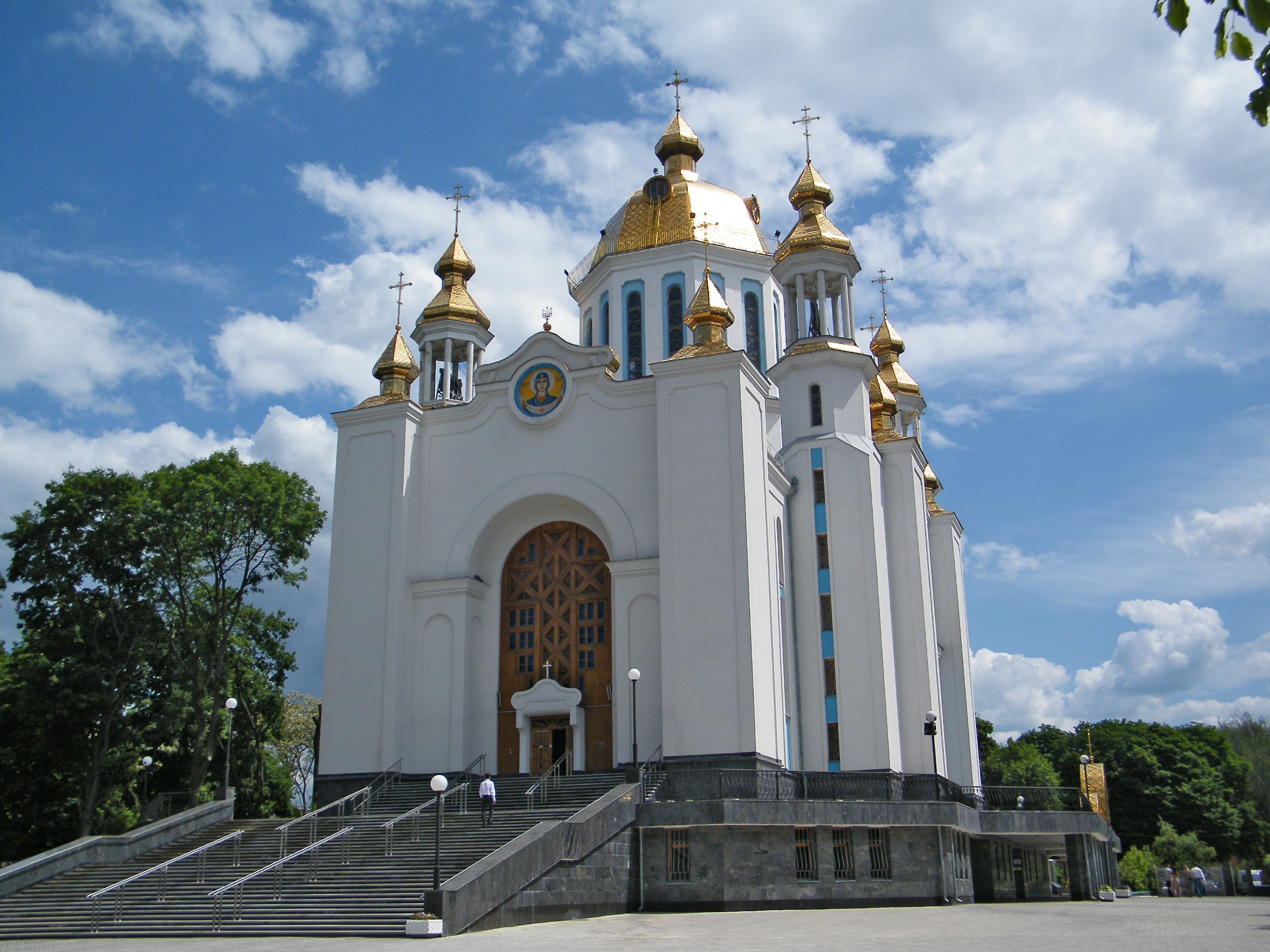
Sobór Opieki Matki Bożej

W roku 1945 Równe, podobnie jak cały obszar Kresów Wschodnich II Rzeczypospolitej, zostało odłączone od Polski i włączone do Ukraińskiej SRR, od 1991 należy do państwa Ukraina. W mieście działa oddział Towarzystwa Kultury Polskiej.
W latach 1990–2000 został zbudowany Sobór Opieki Matki Bożej, jedna z dwóch katedr eparchii rówieńskiej Ukraińskiego Kościoła Prawosławnego Patriarchatu Kijowskiego (od 2018 r. Kościoła Prawosławnego Ukrainy). Jest to jedna z największych świątyń na terytorium Ukrainy, o długości 51 metrów, szerokości 42 metrów i wysokości 55 metrów. Cerkiew wieńczy trzynaście kopuł.
W 2002 roku w mieście odsłonięto pomnik dowódcy UPA Dmytra Klaczkiwskiego, inicjatora mordów na ludności polskiej w czasie II wojny światowej na Wołyniu.
Równe jest miastem partnerskim Piotrkowa Trybunalskiego i Zabrza.

## Zabytki
istniejące:

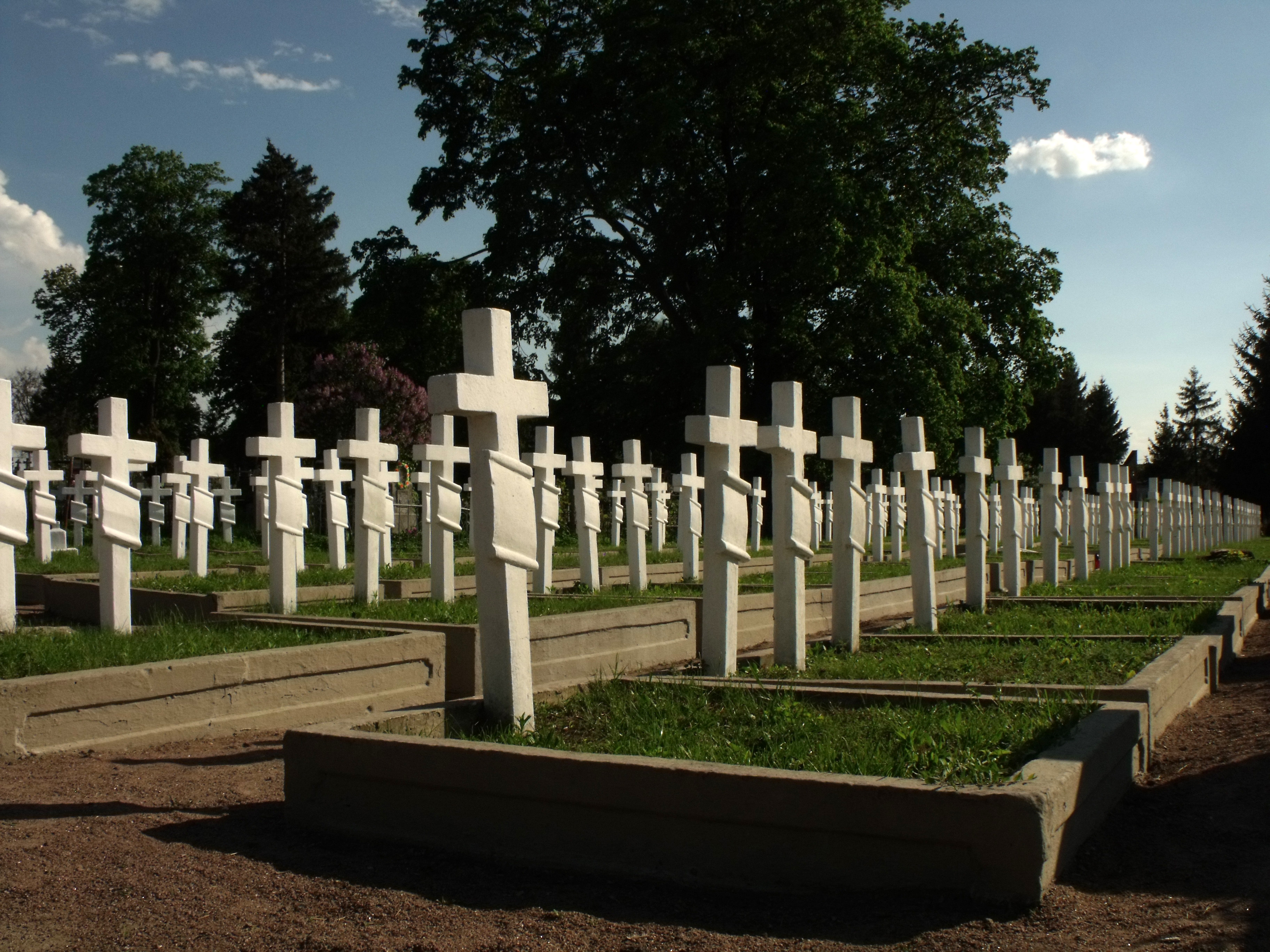
Cmentarz 182 żołnierzy polskich z 1920 r.

- kościół pw. Narodzenia NMP i św. Antoniego z 1858 r. w stylu neogotyckim, proj. Konstanty Wojciechowski, sfinansował budowę Roman Sanguszko ze Sławuty (ob. w kościele mieści się filharmonia, w 1958 r. zburzono dwie wieże)
- kościół św. Józefa na Woli z 1764 roku i cmentarz 182 żołnierzy polskich poległych podczas wojny 1920 roku – ul. Dubeńska
- kościół pw. św. św. Piotra i Pawła (dawny garnizonowy), wzniesiony w latach 1931-1938 w stylu modernistycznym (proj. Witold Czeczott-Danilewicz); inicjatorem budowy był kapelan ks. mjr Romuald Butrymowicz, a prace budowlane czynnie wspierali m.in. książę Janusz Franciszek Radziwiłł  i żołnierze 21 Pułku Ułanów Nadwiślańskich – ul. Soborna 213[15]
- willa secesyjna z 1903 r. (ob. muzeum sztuki) – ul. Petlury 17
- cerkiew greckokatolicka pw. Zaśnięcia Matki Bożej z 1756 r. (drewniana) – ul. Szewczenki 113
- wielka synagoga z pocz. XIX wieku – ul. Szkolna
- mała synagoga z poł. XIX wieku – Szkolna
- oranżeria Lubomirskich w parku pałacowym
- dawny Zarząd Polskiej Macierzy Szkolnej
- pałacyk ks. Fryderyka Lubomirskiego „Na Górce” z ok. 1840 roku
- sobór prawosławny Zmartwychwstania Pańskiego z 1895 roku
- budynek Poczty Polskiej z 1931 r. w stylu modernistycznym (proj. Julian Neyman)[16] – ul. Soborna 56 (dawna ul. 3 Maja)
- Gimnazjum Rówieńskie z 1835 r. fundacji księcia Fryderyka Lubomirskiego, proj. Franciszek Miechowicz (dawna siedziba Ericha Kocha, ob. Muzeum dziedzictwa) –  ul. Drahomanowa 19
- dawna Powiatowa Kasa Chorych z 1928 roku (obecnie sąd), ul. Drahomanowa 9
- osiedle modernistyczne dla pracowników administracji państwowej (zniekształcone po 1945 roku)
- kolonia urzędnicza z czasów II RP
- grodzisko na przedmieściu Basowy Kąt

nieistniejące:
- zamek przebudowany na pałac w stylu barokowym, rozebrany w 1945 roku

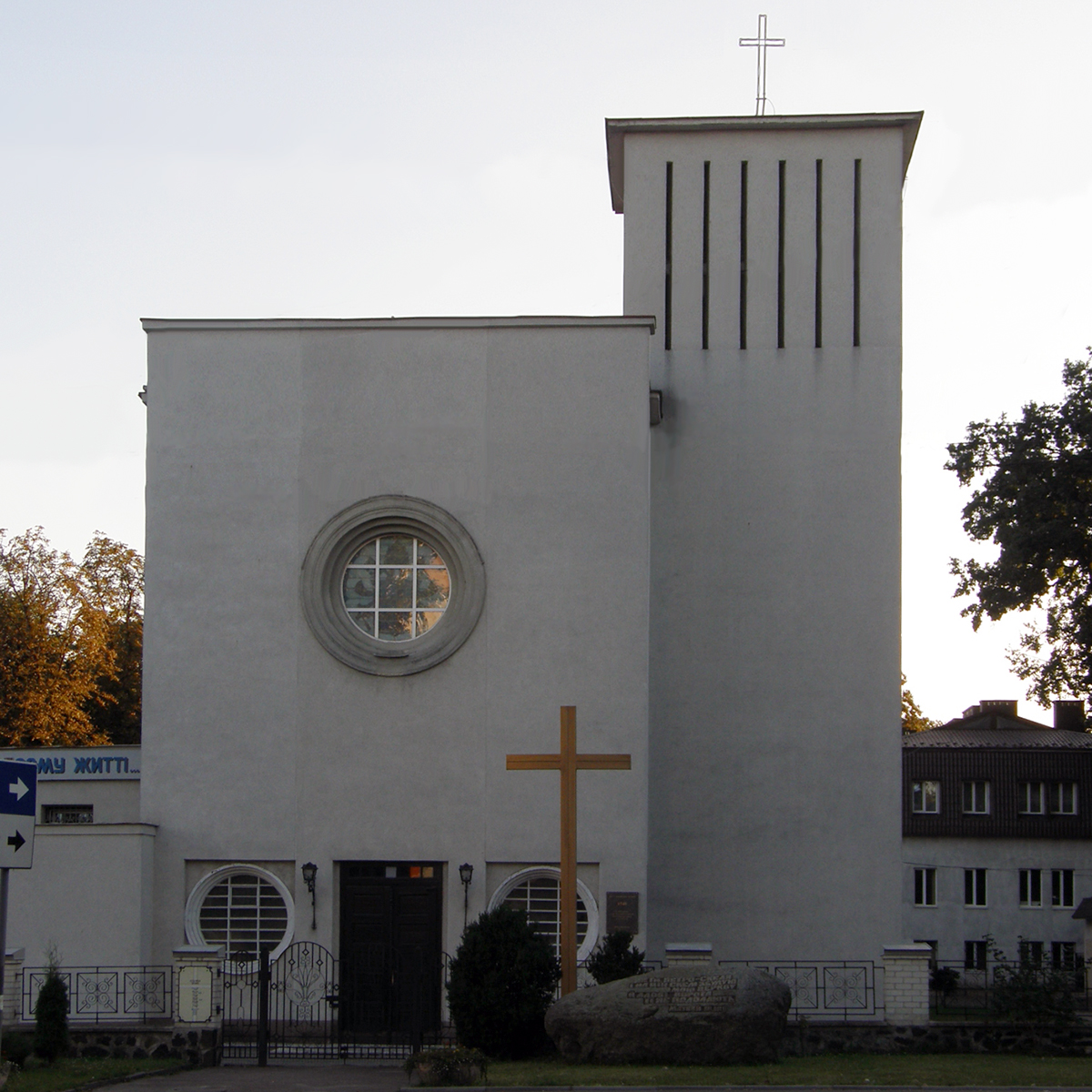
Kościół św. Piotra i Pawła
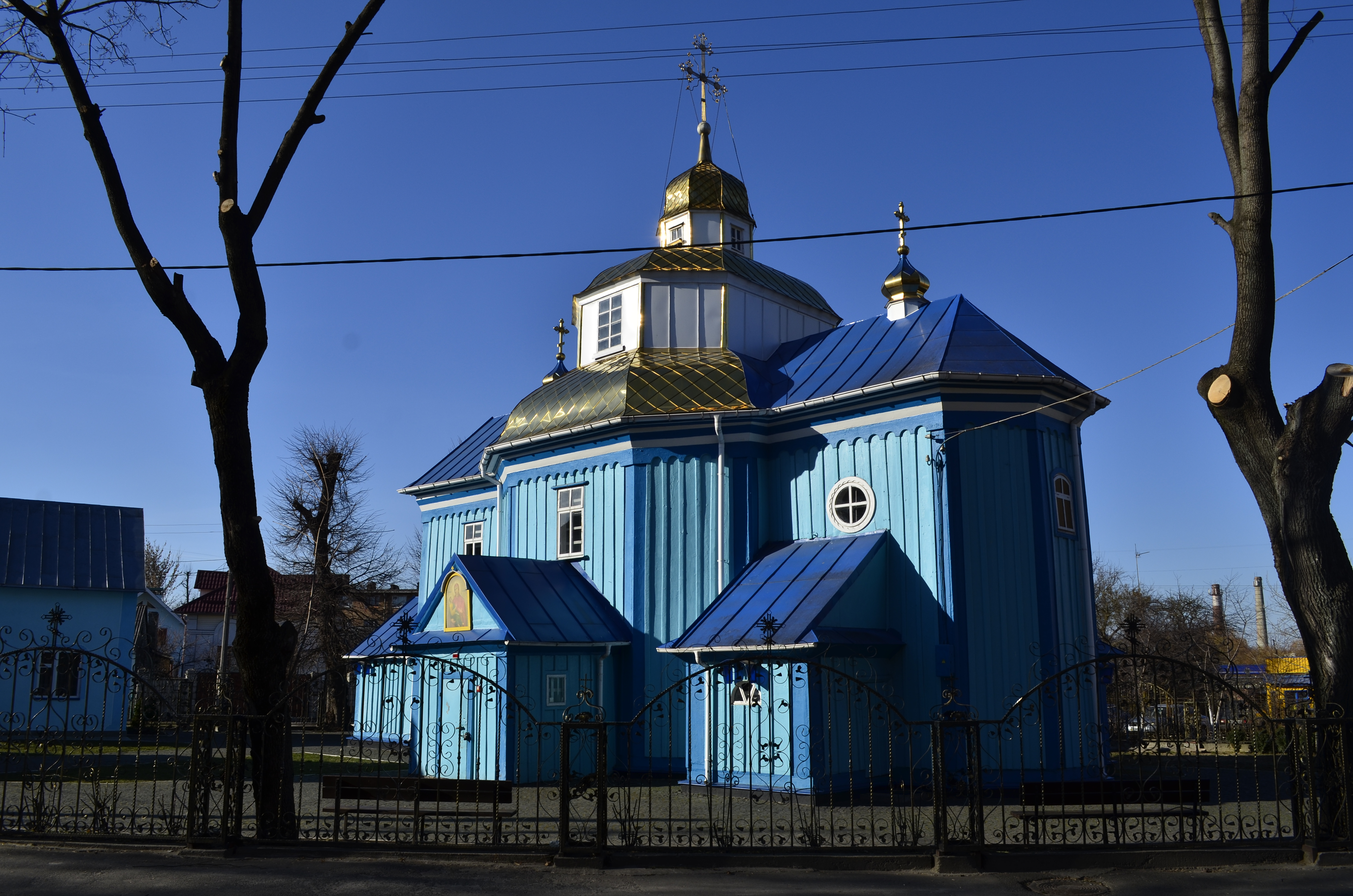
Cerkiew Zaśnięcia Matki Bożej (Uspienska)
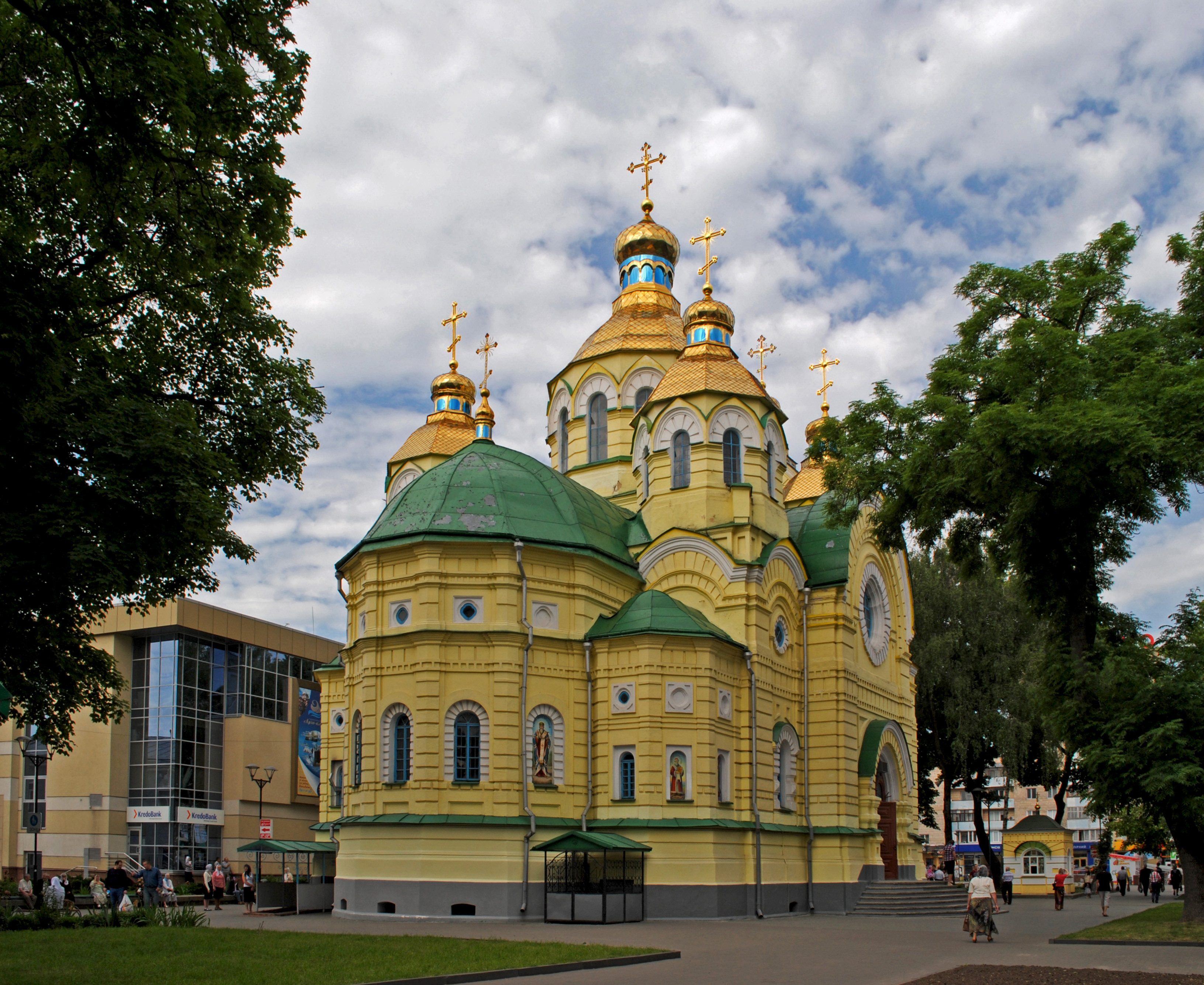
Sobór Zmartwychwstania Pańskiego
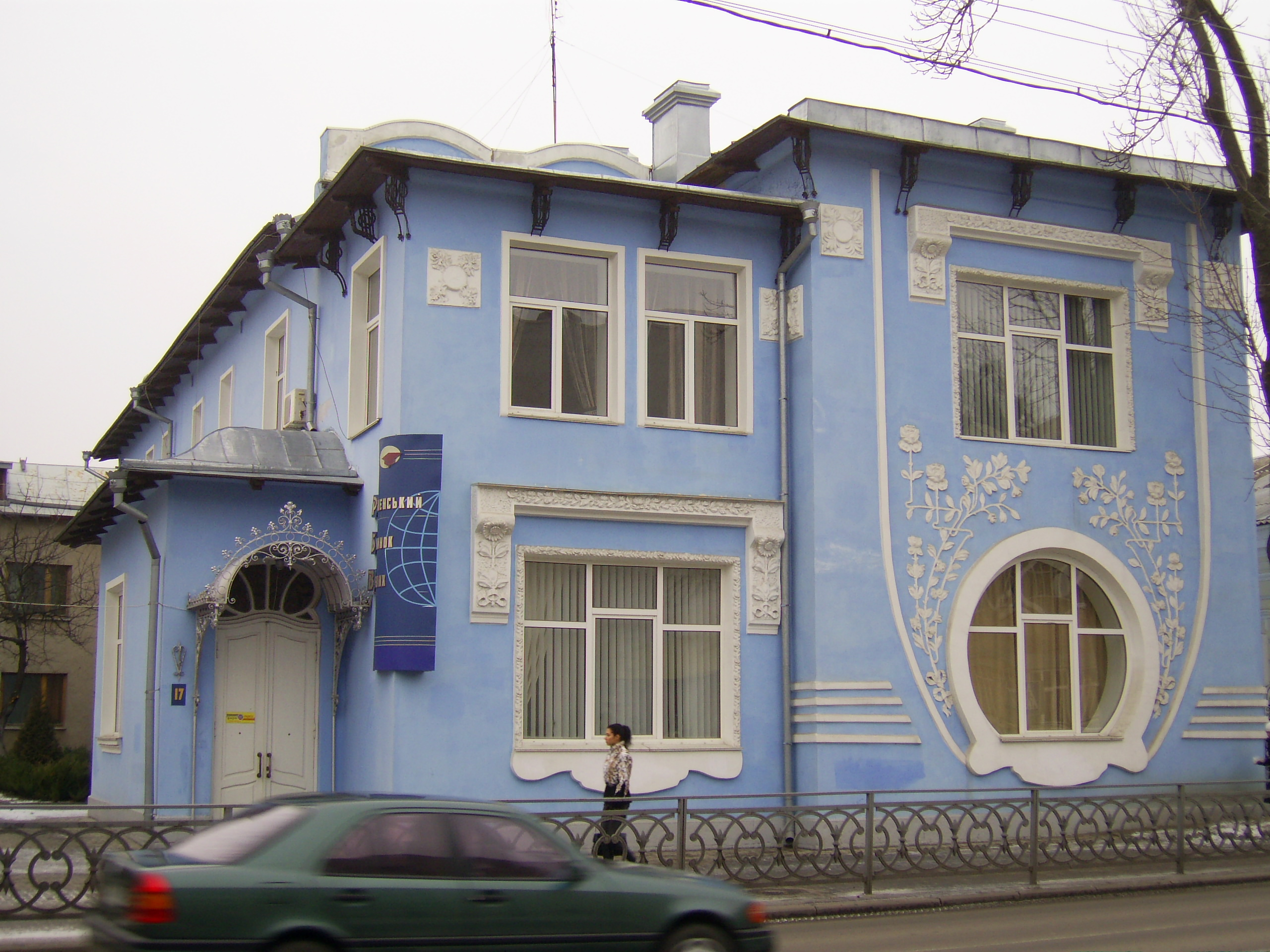
Willa secesyjna, ul. Petlury 17
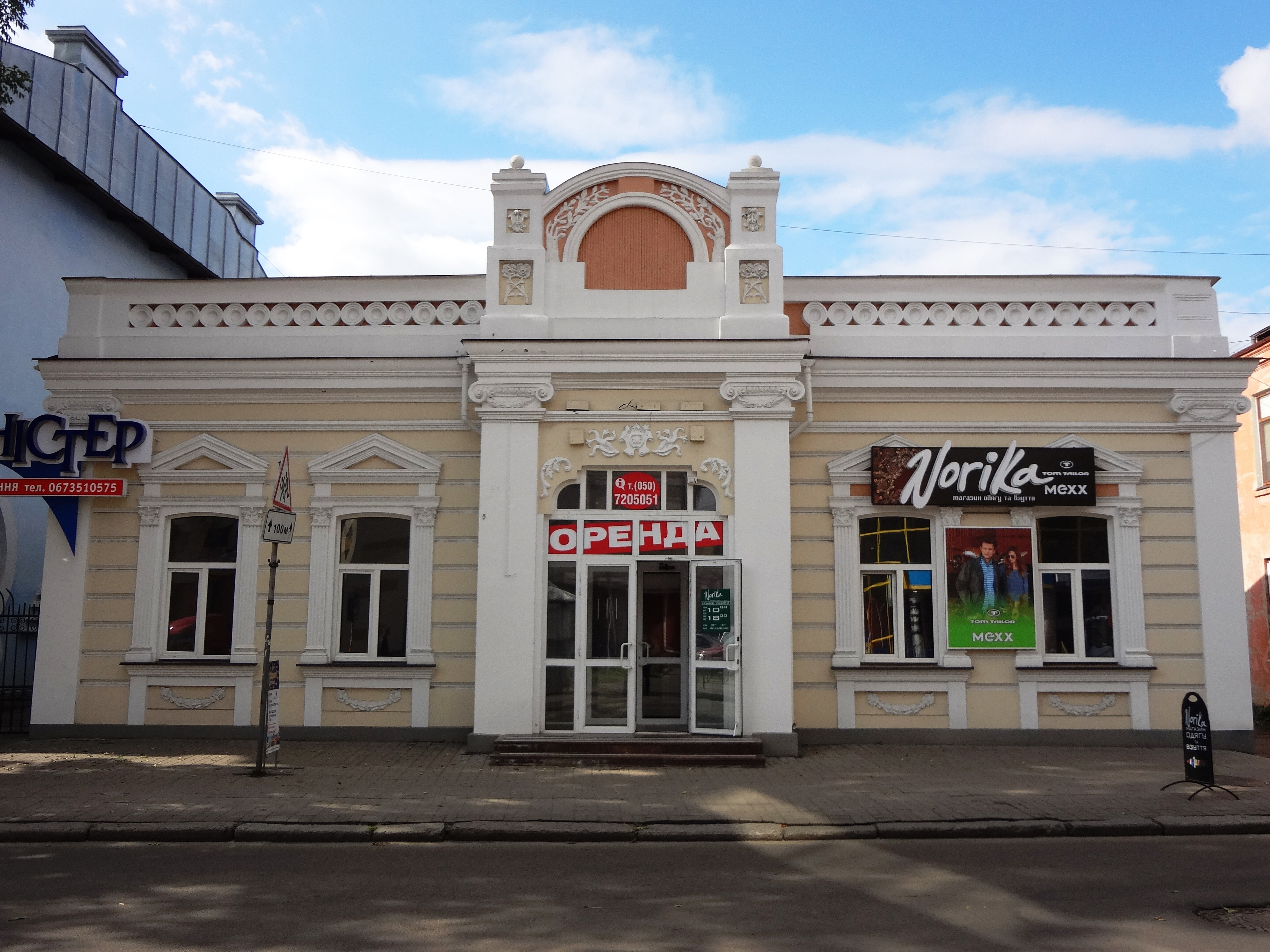
Dom secesyjny, ul. Petlury 19
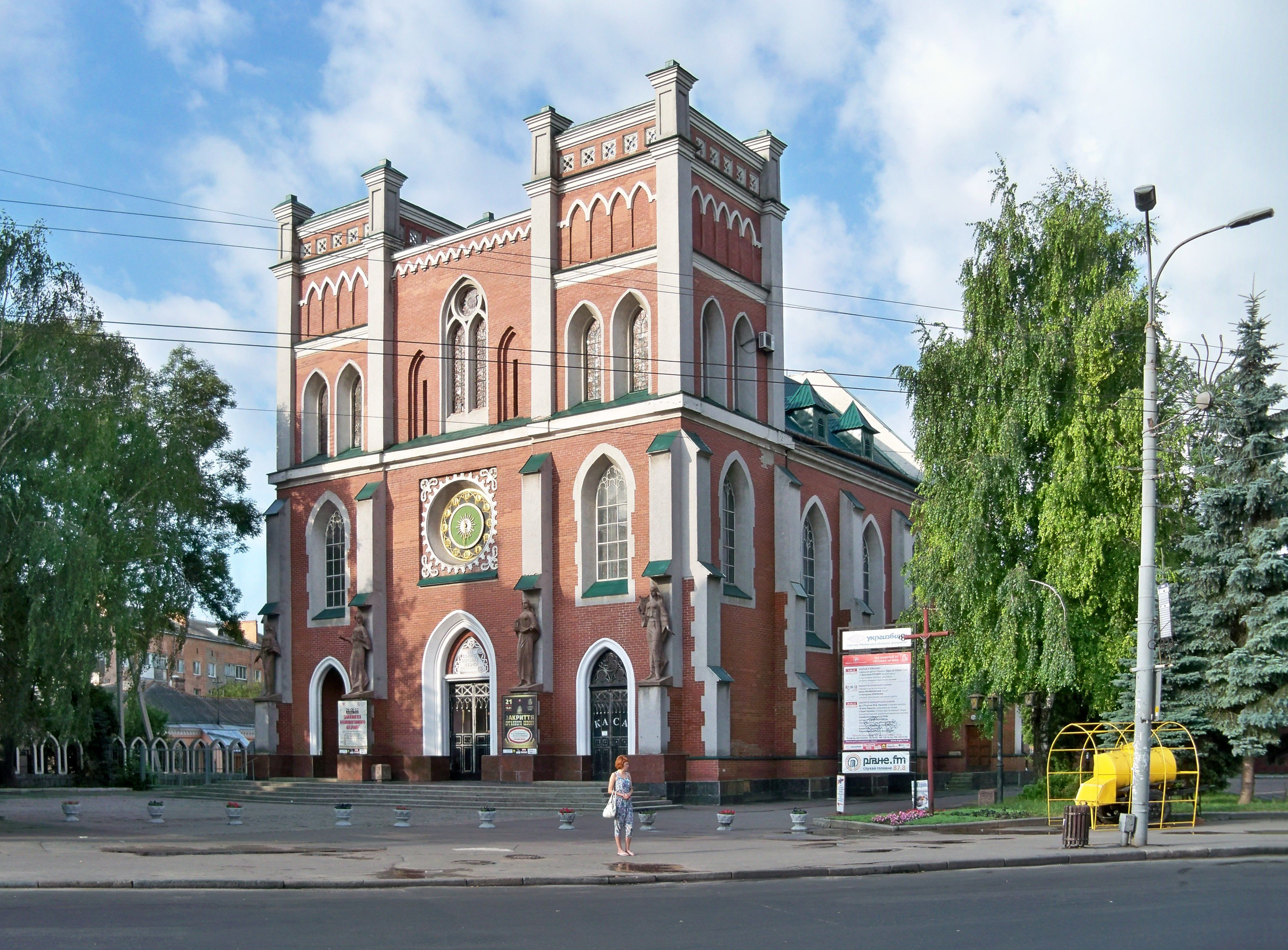
Kościół Narodzenia NMP
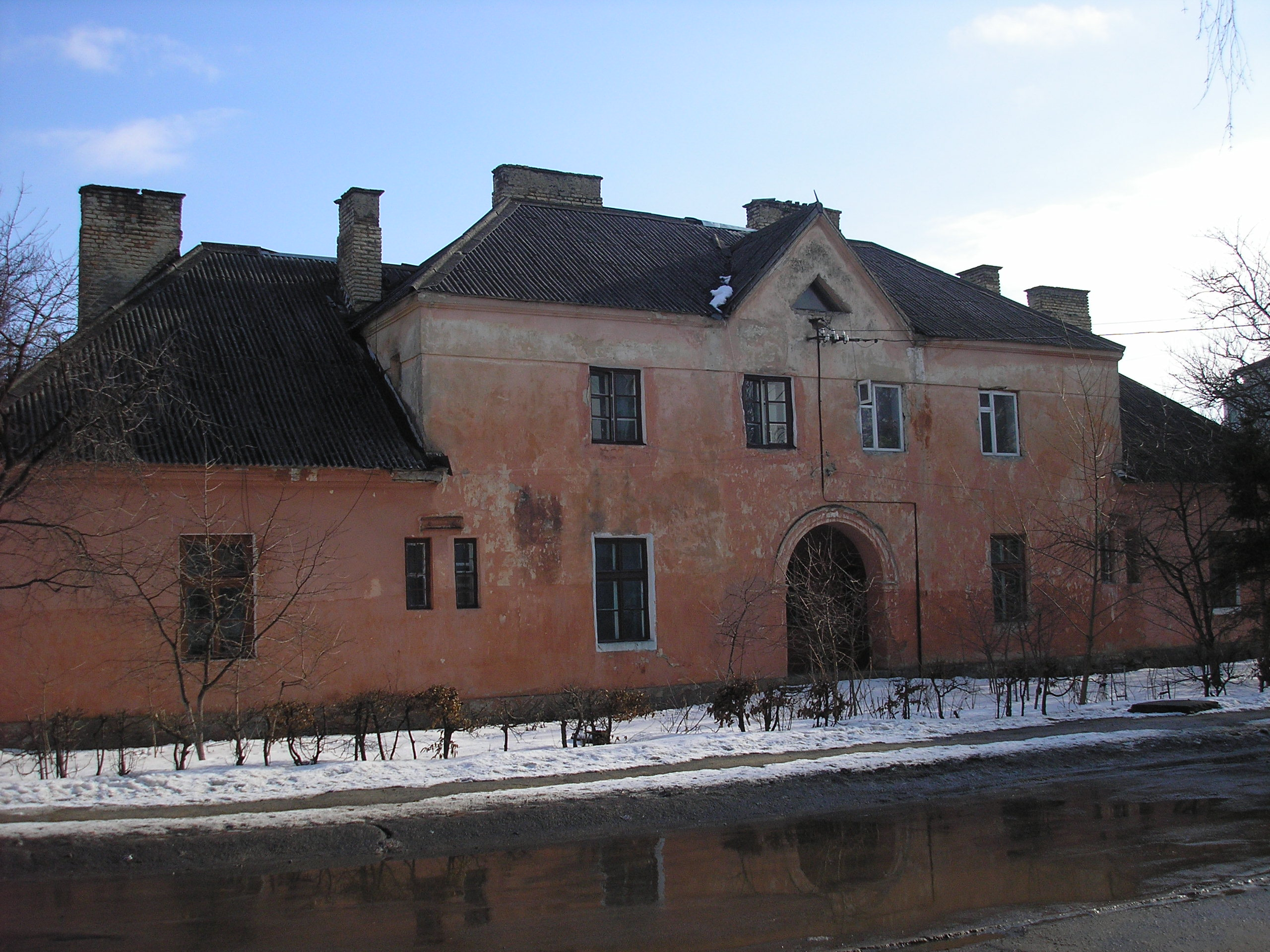
Kolonia urzędnicza z czasów II RP

## Gospodarka
W mieście rozwinął się przemysł maszynowy, elektrotechniczny, metalowy, chemiczny, materiałów budowlanych, meblarski oraz lniarski.

## Transport

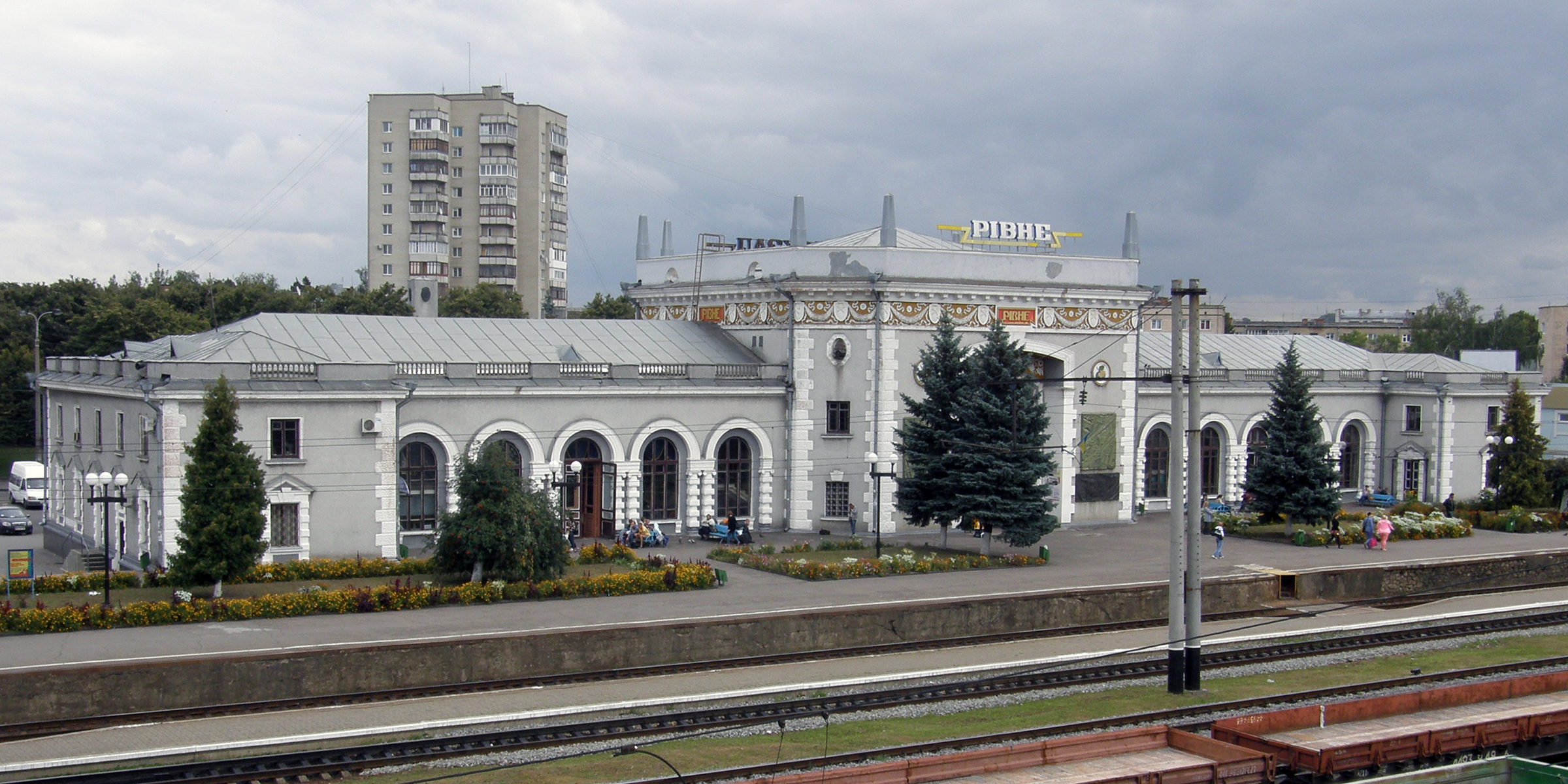
Dworzec kolejowy Równe

Równe jest obecnie największym węzłem komunikacyjnym na Wołyniu. Mieści się tu także port lotniczy Równe.

## Sport
Przed wojną w mieście działało kilka polskich klubów piłkarskich, m.in. Hallerczyk Równe (2 tytuły mistrza Wołynia, jeden z najsilniejszych klubów na Wołyniu w dwudziestoleciu międzywojennym), Sokół Równe (1 tytuł mistrza Wołynia), Pogoń Równe i PKS Równe.
Równe jest ośrodkiem sportu żużlowego. Drużyna Kaskad Równe występowała w 2011 i 2013 w II lidze polskiej. Ponadto w mieście odbywają się zawody mistrzowskie rangi europejskiej.

## Ludzie związani z Równem
- Delfina Ambroziak – polska śpiewaczka operowa (sopran), urodzona w Równem
- Karol Baliński – burmistrz Równego od 1920
- Stanisław Bolkowski – naukowiec, profesor, inżynier, specjalista z dziedziny elektrotechniki
- Mirosław Boruszewski – polski poeta, urodzony w Równem
- Bogdan Czaykowski – polski poeta, krytyk, tłumacz, prof. em. Uniwersytetu Kolumbii Bryt., urodzony w Równem
- Mieczysław Czechowicz – polski aktor teatralny, filmowy i kabaretowy, spędził w Równem pierwsze lata życia
- Kazimierz Chromiński – polski dowódca wojskowy, pułkownik piechoty Wojska Polskiego
- Zuzanna Ginczanka – polska poetka
- Ludwik Górecki – polski lekarz dermatolog, profesor
- Jan Kobylański (ur. 1923) – polski przedsiębiorca z Urugwaju, twórca i prezes USiOPAŁ, urodzony w Równem
- Pelagia Majewska – polska pilotka samolotów, szybowcowa rekordzistka kraju i świata, działaczka społeczna, urodzona w Równem
- Ihor Marko – ukraiński żużlowiec, mistrz Europy juniorów z 1986, urodzony w Równem
- Stanisław Michalski – polski działacz oświatowy, urodzony w Równem
- Andrzej Milczanowski (ur. 1939) – polski prawnik i polityk, urodzony w Równem
- Władysław Milczarek – polski poeta i prozaik, urodzony w Równem
- Adam Ostaszewski herbu Ostoja – polski prezydent miasta w Równem, później w Płocku
- Olga Pasiecznik – śpiewaczka (sopran) Warszawskiej Opery Kameralnej, urodzona w Równem
- Oskar Perlin – polski iberysta, autor słowników języka hiszpańskiego, wykładowca Uniwersytetu Warszawskiego, urodzony w Równem
- Józef Polak (ur. 1867) – polski lekarz higienista i działacz społeczny, twórca Warszawskiego Towarzystwa Higienicznego
- Ryszard Przybylski (ur. 1928) – polski prof., eseista, tłumacz, 4-krotny finalista Nagrody Nike, urodzony w Równem
- Jerzy Sztandera
- Jan Śpiewak – polski poeta, eseista i tłumacz
- Anna Walentynowicz – polska działaczka, współzałożycielka NSZZ „Solidarność”, dama Orderu Orła Białego, urodzona w Równem
- Zofia Terné – polska aktorka kabaretowa, śpiewaczka, urodzona w Równem
- Uszer Zibes – polski rabin, w latach 1961–1966 naczelny rabin Polski, urodzony w Równem
- Stanisław Zieliński – polski wojskowy, kawaler orderu Virtuti Militari
- Jarosław Jewdokimow (ur. 1946) – śpiewak tradycyjnego repertuaru popularnego, mieszkający i tworzący w Rosji
- Stanisław Ziętara

### Sprawiedliwi wśród Narodów Świata(ratujący Żydów w Równem)
Na ukraińskiej liście Sprawiedliwych:
- Fedir i Olha Architiukowie, ich córka Hałyna Architiuk (po mężu Sotnikowa) - wspólnie z matką Olhy Ołeksandrą Zdanewycz ukrywali siostry Leike i Mirlię Fabrykant[18][19]
- Marija Babicz - wychowywała kilkuletnią Irit Osipową. Była jedną z pierwszych osób nagrodzonych tytułem Sprawiedliwy wśród Narodów Świata (1963 rok)[20][21]
- Hanna Demczynska - wspólnie z córką Lidiją Lisowską wychowywała osierocone żydowskie dziecko[22][23]
- Antonina Kułakowska i jej córka Wira Hribanowa z d. Kułakowska - ukrywały rodzeństwo Fishmanów. W grudniu 1943 Antonina Kułakowska została zamordowana przez Niemców w związku z jej udziałem w ruchu oporu[24][25][26]
- Lidija Lisowska - wspólnie z matką Hanną Demczynską wychowywała osierocone żydowskie dziecko[27][28]
- Hanna Łaptewa z d. Moziłowa - wspólnie z siostrą Natalią Moziłową ukrywała Eugenię Czerniawską (Greenberg)[29][30]
- Natalia Moziłowa - wspólnie z siostrą Hanną Łaptewą (z d. Moziłową) ukrywała Eugenię Czerniawską (Greenberg)[31][32]
- Jakiw Suchenko - wspólnie z Iwanem Szewczenką pomagał w ucieczkach Żydów z rówieńskiego getta i przemycaniu ich na środkową i wschodnią Ukrainę. Aresztowany w 1943 roku w Kijowie, został zabity[33][34]
- Iwan Szewczenko - wspólnie z Jakiwem Suchenką pomagał w ucieczkach Żydów z rówieńskiego getta i przemycaniu ich na środkową i wschodnią Ukrainę. Aresztowany w 1943 roku w Kijowie, został zabity[35]
- Ołeksandra Zdanewycz - wspólnie z córką Olhą Architiuk, jej mężem Fedirem i wnuczką Hałyną ukrywała siostry Leike i Mirlię Fabrykant[36]

Na polskiej liście Sprawiedliwych:
- Anna Daszkiewicz - ukrywała rodzinę Gajerów[37]
- Antoni Kotaś - członek "Wachlarza", przyjął do siebie Ester Finkielgluz i dostarczył jej tzw. aryjskie dokumenty[38]
- Jerzy Ponczyński - uratował Itę Zabarę[39][40]

## Miasta partnerskie
- Zwoleń, Słowacja
- Zabrze, Polska
- Widyń, Bułgaria
- Radomsko, Polska
- Piotrków Trybunalski, Polska